# Albert Joseph Franke

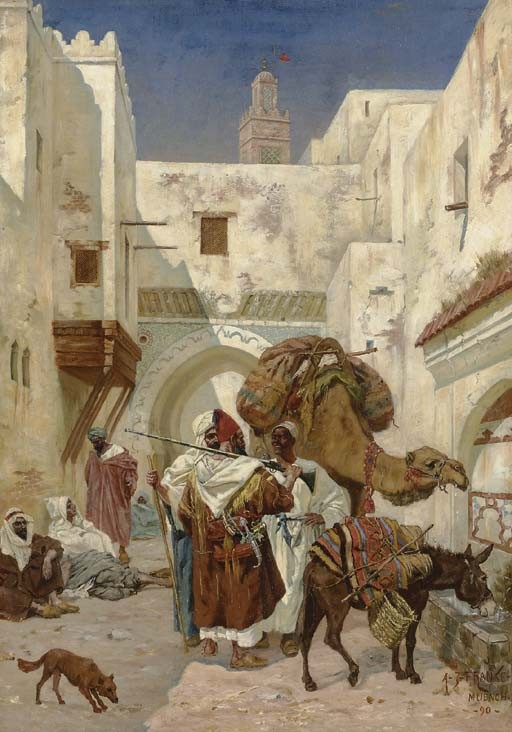
An der Tränke

Albert Joseph Franke (auch Albert Julius, * 27. November 1860 in Buchwitz, Landkreis Breslau, Provinz Schlesien; † 4. Mai 1924 in München) war ein deutscher Genre- und Orientmaler.
Franke begann sein Malerstudium an der Königlichen Kunst- und Gewerbeschule Breslau und setzte sein Studium ab dem 25. Oktober 1879 an der Königlichen Akademie der Künste München bei Otto Seitz, Alois Gabl und Wilhelm von Lindenschmit dem Jüngeren fort.
Im Zeitraum von 1885 bis 1887 besuchte er mehrmals Nordafrika, wo viele Bilder des Orientmilieus entstanden. Seit den frühen 1890er Jahren in München ansässig, widmete er sich der Genremalerei mit Rokokoszenen. Er wurde Mitglied der Münchner Künstlergenossenschaft, Ab 1900 nahm er regelmäßig an den Ausstellungen im Münchner Glaspalast sowie in Düsseldorf und Berlin teil.